# Hydropsyche debirasi
Hydropsyche debirasi là một loài Trichoptera trong họ Hydropsychidae. Chúng phân bố ở miền Cổ bắc.